# Nobuyuki Aihara
Nobuyuki Aihara (Takasaki, 16 dicembre 1934 – Takasaki, 16 luglio 2013) è stato un ginnasta giapponese.
Vinse 2 medaglie d'argento alle Olimpiadi di Melbourne del 1956 e 2 d'oro alle Olimpiadi di Roma del 1960 (in entrambi i casi, una nella gara individuale a corpo libero e una nel concorso a squadre).
Suo figlio, Yutaka Aihara, anch'egli ginnasta, vinse una medaglia di bronzo nel concorso a squadre alle Olimpiadi di Barcellona del 1992.
È morto il 16 luglio 2013 a causa di una polmonite.